# کلاری تولنای
کلاری تولنای (مجاری: Klári Tolnay؛ ۲۷ ژوئیهٔ ۱۹۱۴ – ۲۷ اکتبر ۱۹۹۸) یک هنرپیشه اهل مجارستان بود.
از فیلم‌ها یا برنامه‌های تلویزیونی که وی در آن نقش داشته‌است می‌توان به پدر و خودروی رؤیایی اشاره کرد.
وی در سال‌های ۱۹۵۱ و ۱۹۵۲ دومرتبه برندهٔ جایزه کوشوت شد.